# Paris Carver
Paris Carver é uma personagem fictícia do filme 007 O Amanhã Nunca Morre, décimo-oitavo da série cinematográfica de James Bond, criado por Ian Fleming. Foi interpretada pela atriz norte-americana Teri Hatcher.

## Características
Paris é a mulher do barão da mídia Elliot Carver, o principal antagonista de 007 na trama. No passado, ela e Bond tiveram um relacionamento amoroso, mas 007 a abandonou por achar que estavam ficando muito próximos e seu trabalho era muito perigoso para ter um envolvimento estável. Ao encontraram-se novamente nos domínios de Carver, após levar uma bofetada de Paris por tê-la deixado sem explicação anos atrás, eles voltam a se envolver sexualmente, o que declara a sentença de morte dela.

## Filme
Encontrando-se novamente na festa de Carver, a princípio Paris se mostra relutante a qualquer novo contato com Bond, de quem desconfia que mostra interesse novamente nela apenas para conseguir informações sobre o marido. Sua relutância desaparece depois que Bond a seduz e os dois tem uma longa noite de amor no quarto de hotel dele.
Acreditando que Paris o traiu e passou informações sobre seus planos megalomaníacos a 007 - os quais na verdade ela desconhece - Elliot ordena o assassinato da mulher, que é executada na cama do quarto de Bond, na ausência dele, pelo Dr. Kaufman, um psicopata alemão assassino e torturador a serviço de Carver.